# Піл (парафія, Нью-Брансвік)
Піл (англ. Peel) — парафія в Канаді, у провінції Нью-Брансвік, у складі графства Карлтон.

## Населення
За даними перепису 2016 року, парафія нараховувала 1196 осіб, показавши скорочення на 2,2%, порівняно з 2011-м роком. Середня густина населення становила 10,6 осіб/км².
З офіційних мов обидвома одночасно володіли 105 жителів, тільки англійською — 1 080. Усього 30 осіб вважали рідною мовою не одну з офіційних.
Працездатне населення становило 62,3% усього населення, рівень безробіття — 12,6% (12,5% серед чоловіків та 12,5% серед жінок). 92,4% осіб були найманими працівниками, а 5,9% — самозайнятими.
Середній дохід на особу становив $32 424 (медіана $28 565), при цьому для чоловіків — $37 830, а для жінок $26 985 (медіани — $35 883 та $23 488 відповідно).
26,7% мешканців мали закінчену шкільну освіту, не мали закінченої шкільної освіти — 33%, 40,8% мали післяшкільну освіту, з яких 16,7% мали диплом бакалавра, або вищий.
| Статево-вікова структура населення | Статево-вікова структура населення | Статево-вікова структура населення | Статево-вікова структура населення | Статево-вікова структура населення |
| ---------------------------------- | ---------------------------------- | ---------------------------------- | ---------------------------------- | ---------------------------------- |
|                                    |                                    |                                    |                                    |                                    |
| Всього                             | Всього                             | 49,4%50,6%                         |                                    |                                    |
| 0 — 14 років                       | 0 — 14 років                       |                                    | 18,8%                              | 18,8%                              |
| 15 — 64 років                      | 15 — 64 років                      |                                    | 64,4%                              | 64,4%                              |
| 65 і більше                        | 65 і більше                        |                                    | 16,7%                              | 16,7%                              |
| 85 і більше                        | 85 і більше                        |                                    | 2,1%                               | 2,1%                               |
| Середній вік (років)               | Середній вік (років)               | 40,940,7                           | 40,8                               | 40,8                               |
| Медіана (років)                    | Медіана (років)                    | 42,942,2                           | 42,5                               | 42,5                               |
| — чоловіки — жінки                 |                                    |                                    |                                    |                                    |

| Походження мешканців:     | Походження мешканців:     | Походження мешканців: | Походження мешканців: | Походження мешканців: |
| ------------------------- | ------------------------- | --------------------- | --------------------- | --------------------- |
| Походження                |                           |                       | осіб                  | %                     |
| Корінні американці        | Корінні американці        |                       | 40                    | 3.42%                 |
| Інше північноамериканське | Інше північноамериканське |                       | 615                   | 52.56%                |
| Європейське               | Європейське               |                       | 780                   | 66.67%                |
| британське                | британське                |                       | 720                   | 61.54%                |
| французьке                | французьке                |                       | 115                   | 9.83%                 |
| Азійське                  | Азійське                  |                       | 10                    | 0.85%                 |

| Зайнятість населення за галузями (за класифікацією NOC): | Зайнятість населення за галузями (за класифікацією NOC): | Зайнятість населення за галузями (за класифікацією NOC): | Зайнятість населення за галузями (за класифікацією NOC): | Зайнятість населення за галузями (за класифікацією NOC): |
| -------------------------------------------------------- | -------------------------------------------------------- | -------------------------------------------------------- | -------------------------------------------------------- | -------------------------------------------------------- |
|                                                          |                                                          |                                                          |                                                          |                                                          |
| Управління                                               | Управління                                               |                                                          | 6,8%                                                     | 6,8%                                                     |
| Бізнес, фінанси та адміністрування                       | Бізнес, фінанси та адміністрування                       |                                                          | 15,4%                                                    | 15,4%                                                    |
| Природничі та прикладні науки                            | Природничі та прикладні науки                            |                                                          | 4,3%                                                     | 4,3%                                                     |
| Охорона здоров'я                                         | Охорона здоров'я                                         |                                                          | 6%                                                       | 6%                                                       |
| Освіта, правозахист, муніципальні та урядові служби      | Освіта, правозахист, муніципальні та урядові служби      |                                                          | 11,1%                                                    | 11,1%                                                    |
| Роздрібна торгівля та послуги                            | Роздрібна торгівля та послуги                            |                                                          | 16,2%                                                    | 16,2%                                                    |
| Гуртова торгівля, транспорт та обладнання                | Гуртова торгівля, транспорт та обладнання                |                                                          | 22,2%                                                    | 22,2%                                                    |
| Природні ресурси, сільське господарство                  | Природні ресурси, сільське господарство                  |                                                          | 7,7%                                                     | 7,7%                                                     |
| Виробництво                                              | Виробництво                                              |                                                          | 8,5%                                                     | 8,5%                                                     |

## Клімат
Середня річна температура становить 4,4°C, середня максимальна – 23,2°C, а середня мінімальна – -18,8°C. Середня річна кількість опадів – 1 050 мм.
| Клімат поселення                              | Клімат поселення | Клімат поселення | Клімат поселення | Клімат поселення | Клімат поселення | Клімат поселення | Клімат поселення | Клімат поселення | Клімат поселення | Клімат поселення | Клімат поселення | Клімат поселення | Клімат поселення |
| Показник                                      | Січ.             | Лют.             | Бер.             | Квіт.            | Трав.            | Черв.            | Лип.             | Серп.            | Вер.             | Жовт.            | Лист.            | Груд.            |                  |
| Середній максимум, °C                         | −5,09            | −3,71            | 2,68             | 10,28            | 17,64            | 22,73            | 23,20            | 22,32            | 17,22            | 11,07            | 4,77             | −3,44            |                  |
| Середня температура, °C                       | −11,94           | −10,57           | −4,19            | 3,42             | 10,76            | 15,86            | 18,94            | 18,08            | 12,97            | 6,83             | 0,53             | −7,68            |                  |
| Середній мінімум, °C                          | −18,8            | −17,42           | −11,05           | −3,44            | 3,91             | 9,00             | 14,70            | 13,83            | 8,72             | 2,57             | −3,72            | −11,93           |                  |
| Норма опадів, мм                              | 89               | 61               | 75               | 78               | 92               | 87               | 102              | 96               | 96               | 86               | 97               | 91               |                  |
| Середньомісячна швидкість вітру, м/с          | 3.62             | 3.71             | 3.93             | 3.80             | 3.54             | 3.16             | 2.86             | 2.75             | 3.02             | 3.39             | 3.56             | 3.60             |                  |
| Середньомісячна сонячна радіація, кДж/м²·день | 5153             | 8383             | 12167            | 15668            | 18445            | 20320            | 19767            | 17559            | 12982            | 8125             | 4820             | 3978             |                  |
| --------------------------------------------- | ---------------- | ---------------- | ---------------- | ---------------- | ---------------- | ---------------- | ---------------- | ---------------- | ---------------- | ---------------- | ---------------- | ---------------- | ---------------- |
| Джерело:                                      |                  |                  |                  |                  |                  |                  |                  |                  |                  |                  |                  |                  |                  |